# هی استیون
«هی استیون» (انگلیسی: Hey Stephen) ترانه‌ای است که خواننده-ترانه‌سرای آمریکایی تیلور سوئیفت برای دومین آلبوم استودیویی‌اش بی‌باک (۲۰۰۸) نوشته و ضبط کرده‌است. او برای نوشتن این ترانه از احساسات مخفیانه‌ای که از استیون بارکر لیلز در گروه موسیقی لاو اند ترفت در سر داشت، الهام گرفت. تهیه‌کنندگی این ترانه بر عهدهٔ سوئیفت و نیتن چپمن بوده‌است. «هی استیون» قطعه‌ای در ژانر کانتری پاپ و شامل ارگ هموند آرام در ساز موسیقی است. اشعار آن در مورد عشقی نافرجام صحبت می‌کند.
منتقدان موسیقی «هی استیون» را به دلیل ملودی جذاب و ترانه‌نویسی سوئیفت تحسین کردند و برخی آن را برجسته‌ترین قطعهٔ آلبوم انتخاب کردند. این ترانه پس از انتشار بی‌باک به رتبهٔ ۹۴ در بیلبورد هات ۱۰۰ ایالات متحده رسید. همچنین در سال ۲۰۱۴ توسط انجمن صنعت ضبط موسیقی ایالات متحده آمریکا برای فراتر رفتن از ۵۰۰۰۰۰ واحد فروش بر اساس فروش و استریم، گواهی طلا دریافت کرد.
سوئیفت در سال ۲۰۲۱ نسخه ضبط شده‌ای از "هی استیون" را با عنوان فرعی "نسخه تیلور" به عنوان بخشی از آلبوم دوباره ضبط‌شدهٔ خود بی‌باک (نسخه تیلور)  منتشر کرد. "هی استیون (نسخه تیلور)" وارد جدول ۱۰۰ تک‌آهنگ‌ها برتر استرالیا و کانادا شد و در رتبهٔ ۲۸ جدول ترانه‌های داغ کانتری بیلبورد قرار گرفت.